# Keith Lee (luchador)
Keith Lee (n. Wichita Falls, Texas; 8 de noviembre de 1984) es un luchador profesional estadounidense que trabaja en All Elite Wrestling, y además es conocido por su trabajo en el circuito independiente americano, donde compitió para promociones como Evolve, Beyond Wrestling, All American Wrestling (AAW), Inspire Pro Wrestling, Pro Wrestling Guerrilla (PWG) y WWE.
Lee ha sido una vez campeón mundial al ser Campeón Mundial de PWG, además de diversos logros los cuales destacan por ser una vez Campeón Norteamericano de NXT, una vez Campeón de NXT, una vez Campeón Mundial en Parejas de AEW y una vez Campeón de la WWN

## Inicios
Lee fue introducido en la lucha libre profesional a una edad muy temprana por su abuela, quién fue fan de ella misma, y le acredita haberlo inspirado a seguir una carrera en la lucha libre profesional. Lee jugó fútbol universitario, pero lo dejó para convertirse en un luchador profesional.

## Carrera de luchador profesional

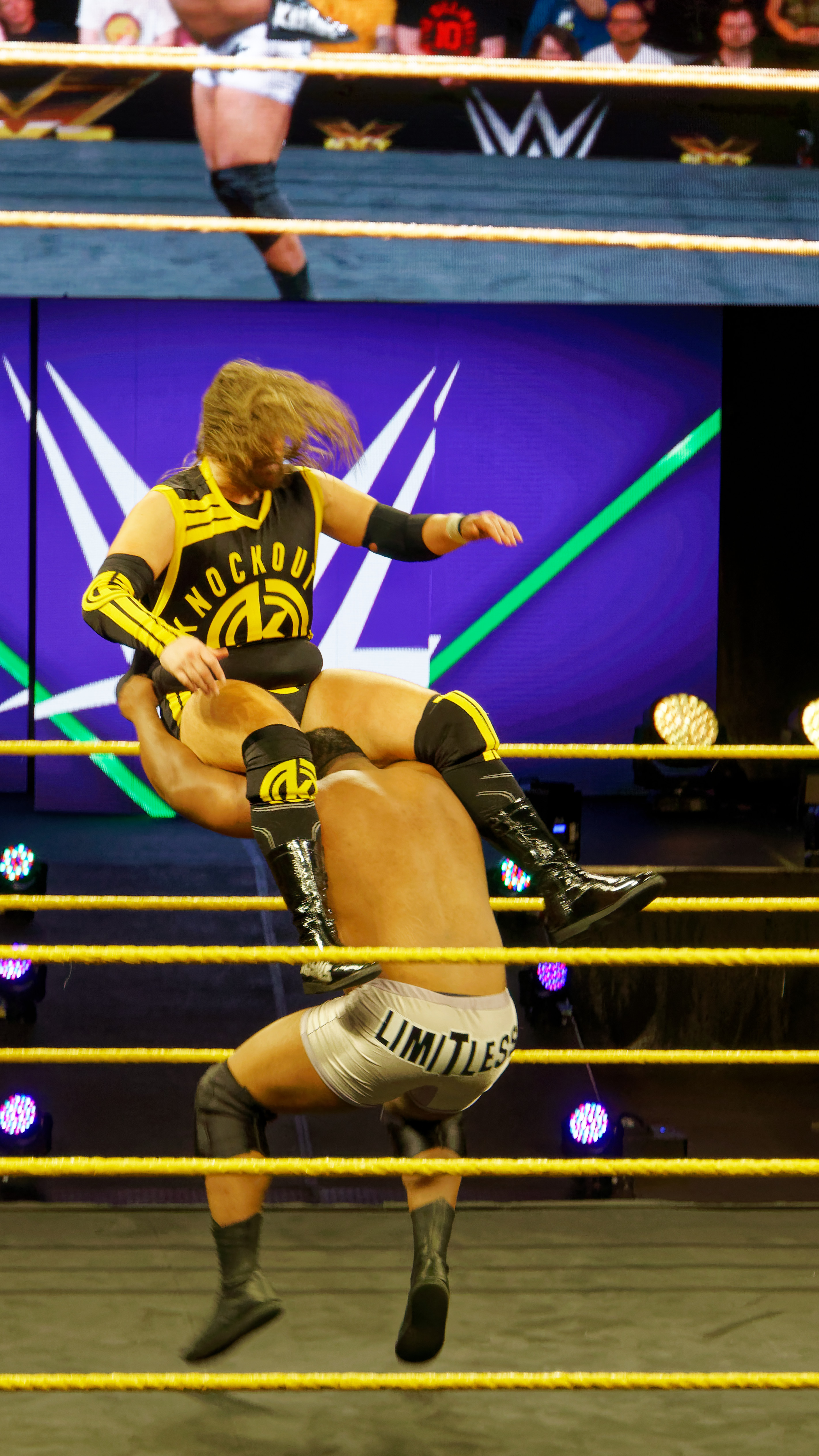
Keitk Lee realizando una "powerbomb" emergente en un combate contra Kassius Ohno en el año 2018.

### Evolve (2017-2018)
Después de dejar ROH, Lee firmó con Evolve Wrestling en enero de 2017, e hizo su debut el 27 de enero, perdiendo ante Chris Hero. Hizo su regreso en febrero en Evolve 78, derrotando a Zack Sabre Jr. La noche siguiente, derrotó a Tracy Williams. Lee recibió su primera oportunidad por el campeonato en Evolve en el evento Evolve 87 en junio, cuando él desafió sin éxito a Matt Riddle por el WWN Championship. El 14 de octubre de 2017, Lee derrotó a Riddle para ganar el WWN Championship. Perdió el título en Evolve 103 contra Austin Theory.

### Pro Wrestling Guerrilla (2017-2018)
Lee hizo su debut en Pro Wrestling Guerrilla (PWG) el 18 de marzo de 2017 en Nice Boys (Don't Play Rock N' Roll), compitiendo en una lucha de triple amenaza contra Sami Callihan y Brian Cage, ganada por Cage. Regresó en abril en Game Over, Man, perdiendo ante Jeff Cobb. El 19 de mayo en Head Like a Cole, gane su primera lucha en PWG, derrotando Trevor Lee. Siguió derrotando a Lio Rush y Trent? en Pushin el Forward Back el 7 de julio. En septiembre, Lee lo llegó hasta la final del battle of Los Angeles, donde fue derrotado por Ricochet. La lucha de Lee contra Donovan Dijak en los cuartos de final, fue valorada con 5 estrellas por Dave Meltzer.
En Time is a Flat Circle el 23 de marzo de 2018, Lee derrotó a Chuck Taylor para ganar el título de PWG. Al siguiente mes en All Star Weekend, Lee perdió el título frente a WALTER en una triple amenaza que también incluía a Jonah Rock.

### The Crash (2017-2018)
Lee hizo su debut para la promoción mexicana The Crash el 23 de junio de 2017, haciendo equipo con Jeff Cobb para derrotar a Brian Cage y Willie Mack.

### WWE (2018-2021)

#### NXT Wrestling (2018-2020)
El 5 de abril de 2018 en WrestleMania Axxess, Lee hizo una aparición para NXT derrotando a Kassius Ohno. El 1 de mayo de 2018, se anunció que Lee firmó un contrato con la WWE. Lee fue grabado entre el público del NXT: TakeOver Chicago II el 16 de junio.
El 18 de julio, Lee hizo su debut en la WWE en NXT derrotando a Marcel Barthel.
El 8 de julio de 2020, se alzó con el  NXT North American Championship y el NXT Championship al doblegar al campeón reinante Adam Cole en el evento de pago por visión «WWE The Great American Bash» de la NXT.
Sin embargo, el 22 de julio, Lee renunció al NXT North American Championship, alegando quería que los demás tuvieran las mismas oportunidades que él. Posteriormente, el 22 de agosto, en NXT TakeOver: XXX, perdió el Campeonato de NXT ante Karrion Kross, apenas un mes después de haber conseguido el cinturón. Esto dio paso a su ascenso al roster principal de WWE, concretamente en la marca Raw.

#### WWE Raw (2020-2021)
El 24 de agosto de 2020, se anunció que Keith Lee haría su debut esa misma noche en RAW. Lee hizo su primera aparición confrontado a Randy Orton tras el ataque que éste le había propinado a Drew McIntyre, y retó a Orton a un combate esa misma noche. Lee salió derrotado de dicha lucha por descalificación después de que McIntyre atacara a Orton en mitad del combate. Posteriormente se anunció que Lee enfrentaría de nuevo a Orton el 30 de agosto en el evento de pago por visión «Payback». Lee consiguió derrotar sorpresivamente a Orton en ese combate tras un powerbomb. En el Raw del 8 de febrero, derrotó a Sheamus ganando una oportunidad por el Campeonato de la WWE de Drew McIntyre en Raw Legends.
Empezando el 2021, en el Raw Legends, se enfrentó a Drew McIntyre por el Campeonato de la WWE, sin embargo perdió. En el Raw del 8 de febrero, derrotó a Riddle, después del combate, ambos fueron atacados por Bobby Lashley, más tarde esa noche se anunció que se enfrentaría a Bobby Lashley y a Riddle en una Triple Threat Match por el Campeonato de los Estados Unidos de la WWE en Elimination Chamber.
Tras estar durante meses en ausencia de la programación debido a una baja de salud causada por un defecto cardíaco, Keith Lee hizo su regreso a Monday Night RAW en la edición del 19 de julio, donde respondió a un reto abierto del campeón mundial de WWE, Bobby Lashley. A pesar de su vuelta, cayó de forma inapelable ante el monarca.
El 4 de noviembre del 2021, como parte de una séptima ronda de despidos ejecutado por la WWE, debido a los efectos causados por la Pandemia por COVID-19, fue despedido de la empresa, junto con Nia Jax, Ember Moon, Scarlett Bordeaux, talentos, personal administrativo y de planta.

### All Elite Wrestling (2022-presente)
En el episodio de AEW Dynamite del 9 de febrero del 2022, debuta en All Elite Wrestling, donde derrota a Isiah Kassidy, para de esta manera ir a AEW Revolution. Semanas más tarde Keith Lee participó en el Face of the Revolution Ladder Match del PPV AEW Revolution para conseguir una oportunidad por el AEW TNT Championship. Dónde salió victorioso Wardlow.

## Vida personal
Desde 2020 tenía una relación con la luchadora norteamericana Mia Yim, el cual el 1 de febrero del 2022, contrajeron matrimonio, después de un año comprometidos.

## En lucha
- Movimientos finales
  - Ground Zero (circuito independiente) / Big Bang Catastrophe (WWE) y (AEW) (Fireman's carry scoop powerslam)
  - Spirit Bomb (Pop-up elevated sitout powerbomb)
- Movimientos de firma
  - Doomsault (Moonsault)
  - Double handed chop
  - Dropkick
  - Standing moonsault
  - Meteor (Suicide somersault senton)
  - Múltiples variaciones de suplex
    - Belly-to-belly
    - Release German
    - Vertical

  - Plancha, occasionalmente con un corkscrew
  - Pounce (Running low-angle shoulder block, después de que un oponente ha recibido un Irish whip desde cuerdas adyacentes)
  - Powerslam
  - Running hurricanrana
  - STO backbreaker
- Apodos
  - "Bearcat"
  - "Blackzilla"
  - "Friendly Fellow"
  - "Limitless"

## Campeonatos y logros
- All Elite Wrestling

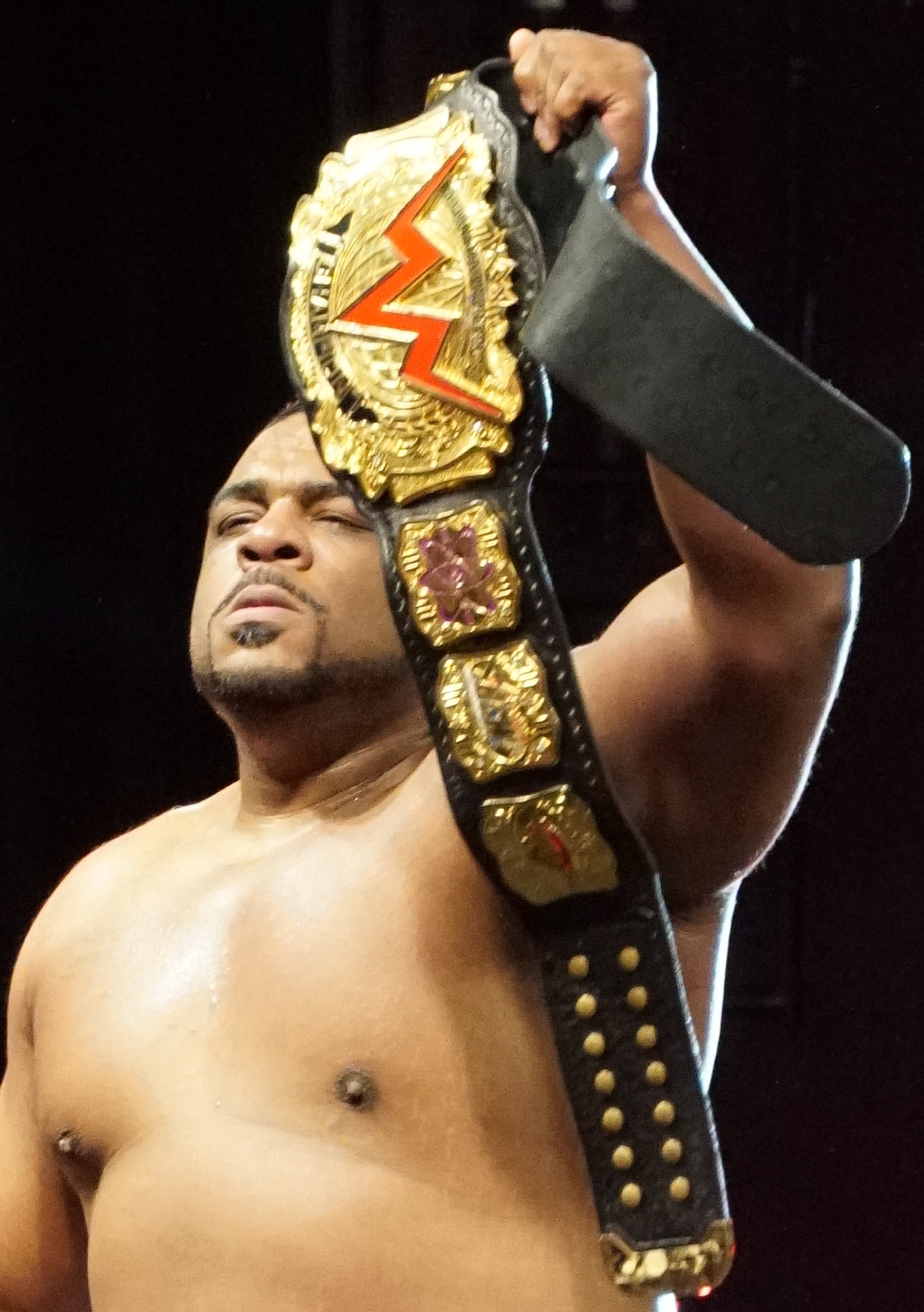
Lee como Campeón de WWN.

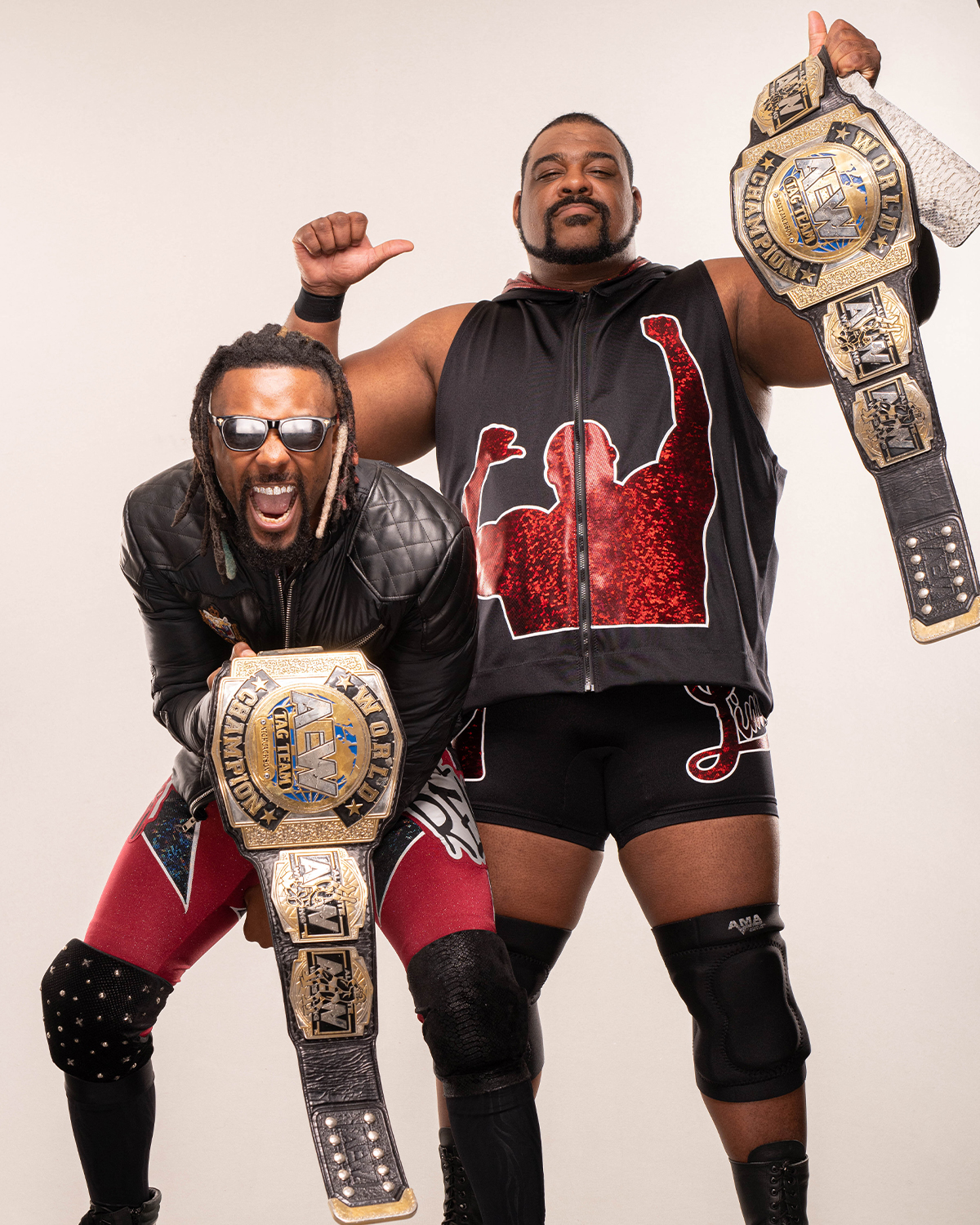
Lee como Campeón Mundial en Parejas de AEW junto a Swerve Strickland.

  - AEW World Tag Team Championship (1 vez) – con Swerve Strickland

- Inspire Pro Wrestling
  - Inspire Pro Pure Prestige Championship (1 vez)

- North American Wrestling Allegiance
  - NAWA Tag Team Championship (1 vez) con Li Fang

- Pro Wrestling Guerrilla
  - PWG World Championship (1 vez)

- VIP Wrestling
  - VIP Heavyweight Championship (1 vez)[20]
  - VIP Tag Team Championship (1 vez) con Shane Taylor

- Wrestling Observer Newsletter
  - Lucha 5 estrellas (2017) vs. Donovan Dijak el 3 de septiembre[21]

- WWE
  - NXT Championship (1 vez)
  - NXT North American Championship (1 vez)
  - NXT Year–End Award (1 vez)
    - Breakout Star del año (2019)

- WWNLive
  - WWN Championship (1 vez)[22]

- Xtreme Championship Wrestling
  - XCW Heavyweight Championship (1 vez)
  - XCW TNT Championship (1 vez)

- Pro Wrestling Illustrated
  - Situado en el N.º 100 en los PWI 500 de 2017[23]
  - Situado en el N.º 59 en los PWI 500 de 2018
  - Situado en el N.º 157 en los PWI 500 de 2019
  - Situado en el N.º 11 en los PWI 500 de 2020[24]
  - Situado en el N.º 24 en los PWI 500 de 2021